# Johann Friedrich Bund
Johann Friedrich Bund (auch Fritz Bund) (* 9. April 1903 in Hannover; † 24. Mai 1974) war ein Bremer Gewerkschafter (ÖTV), Politiker (SPD) und Mitglied der Bremischen Bürgerschaft.

## Biografie

### Ausbildung und Beruf
Bund absolvierte eine Ausbildung als Seemann. Als Mitglied der Gewerkschaft Öffentliche Dienste, Transport und Verkehr (ÖTV) wurde er Gewerkschaftssekretär in Bremen. Bekannt wurde 1950 sein Einsatz für unter Tarif bezahlte deutsche Seeleute durch eine US-Reederei.

### Politik
Bund war Mitglied der SPD.
Von 1951 bis 1967 war er 16 Jahre lang Mitglied der Bremischen Bürgerschaft und in verschiedene Deputationen und Ausschüssen der Bürgerschaft tätig, unter anderem in der Schifffahrtsdeputation.

### Weitere Mitgliedschaften
1959 wurde mit seiner Unterstützung die Bremer Helgolanddienst GmbH gegründet. Bund trat als Vertreter der Bürgerschaft in den Verwaltungsrat ein.